# 顏闔
顏闔（？—？），春秋時期魯國名士。曾因不願受魯君徵聘而鑿牆而遁，留有成語「顏闔鑿培」。

## 生平事蹟
顏闔被衛靈公請去當太子蒯瞶的老師。顏闔聽說蒯瞶素日蠻橫，常作威作福，因此不知自己是否能勝任，於是向蘧伯玉請教：「有一個人生性刻薄，如果順應他做歹事，將危及到我的國家；如果勸他為善，將危及我自身。他只知道他人之過，而不知他人犯錯之因。面對這樣的人，我該如何是好？」。蘧伯玉分析說：「問得好！你要小心謹慎，端正你的言行。外表遷就，內心寬和。雖然如此，這樣還是會留有後患。所以遷就不要太超過，寬和亦不可太明顯。外表遷就得太超過，自身亦會跟著喪失立場，最後招致失敗；內心寬和得太明顯，自身亦會跟著博取聲名，後來招致禍害。此人假如像個嬰兒，就同他像個嬰兒；此人若無威儀，就同他像個無威儀的人；如果他無拘無束，就同他無拘無束。做到這裡，就不會有被責怪的地方了。螳螂在路上舉臂以抵擋車輪，不知道自己的行為將導致滅亡。如果因為總是炫耀自己的本領而觸犯到他，危險就將至了。養虎的人不敢取活體飼養老虎，因為懼怕牠殺生時的憤怒；不敢取完整的動物飼養牠，因為懼怕牠撕扯時的憤怒。虎與人不同類，卻會取悅養虎者，是因為養虎者能順著牠的性情；倘若牠傷害人，則是因為違逆了其性情。愛馬者悉心照顧馬，結果因為一時碰到蚊蟲叮咬而出手為牠撲打，馬因而受驚，便掙脫而受傷。懷著愛馬的本意，最終適得其反，對此怎能不謹慎？」於是最終顏闔還是拒絕了魯君的請求。
一次，顏闔聽聞魯君聘請自己作官，便鑿開屋後牆壁逃走。後人以「顏闔鑿培」比喻甘心隱居，不願作官。